# Башінформ
Башінформ — російське інформаційне агентство, розташоване в місті Уфі. Повне офіційне найменування — Відкрите акціонерне товариство «Інформаційне агентство «Башінформ», засновник якого — Уряд Республіки Башкортостан. Матеріали публікуються російською, англійською та башкирською мовами. Поширення інформації відбувається переважно електронним способом і розміщенням на сайті агентства.
Сайт ІА «Башінформ» володіє найвищим показником тІЦ (тематичний Індекс цитування) в Башкортостані за даними Яндекс. Каталог (на вересень 2012 року).

## Видання, проекти ІА «Башінформ»
- Стрічка новин. Оновлюється 7 днів на тиждень.
- Газета «Версія Башкортостану».
- «Громадська електронна газета».

## Історія
1992 року на базі однойменної газети засновано Республіканське інформаційно-правове агентство Башкортостану «Версія». Спільно з Уфімським поліграфічним комбінатом агентство випустило ряд книг серії «Версія». У 1994 році РІА «Версія» перетворене на державне інформаційно-правове агентство «Башінформ», а 1995 року на державне інформаційне агентство «Башінформ».
2002 року перетворено на Відкрите акціонерне товариство «Інформаційне агентство „Башінформ“».